# Ровки (Чеховский район)
Ровки — микрорайон в городе Чехов Московской области (ранее - село)

## Достопримечательности

### Никольский храм во имя святителя Николая Чудотворца Мирликийского
Церковь Николая Чудотворца стояла на погосте Ровки „издревле“, но в начале XVII века была уничтожена во время событий смутного времени и погост был превращен в пустошь.
24 мая 1684 г. в Патриаршем казенном приказе, по прошению Льва Никифорова, сына Еремея, да Тимофея Степановых детей Вельяминовых «велено им Тимофею Вельяминову с товарищи на той церковной земле, что на Ровках, построить церковь Николая Чудотворца древяную и дать им благословенную грамоту, …что ему ту церковь построить в нынешнем 1684-1685 году». Со временем он обветшал.
Каменный храм во имя святителя Николая был построен в 1815 г. в благодарность за избавление от наполеоновских войск. Колокольня и трапезная сложены из красного кирпича во второй половине XIX в.
В 1930-х гг. храм был закрыт. Здание храма было перестроено и разделено на этажи под ведомственный пансионат.
В 1995 г. его передали верующим в сильно разрушенном состоянии.